# Rens (naam)
Rens is zowel een voornaam als een achternaam. 
Rens is een afgeleide van de namen Emerentius en/of Laurentius (modernere versie Laurens).

## Betekenis
- Emerentius betekent in het Latijn ik verdien geheel.
- Laurentius betekent, ook in het Latijn, uit Laurentum. Daar Laurentum in verband wordt gebracht met laurier, is een veelgebruikte verklaring van (Lau)rens de gelauwerde.

## Cijfers
- In 2017 hebben 7.082 Nederlandse mannen en 29 Nederlandse vrouwen Rens als voornaam. Als volgnaam komt de naam Rens minder voor. 856 mannen hebben Rens als volgnaam tegenover 72 vrouwen.[1]
- In België is de naam Rens minder populair dan in Nederland, met een gemiddelde van ongeveer 20 geboortes per jaar (in Nederland ligt dit aantal boven de 100 per jaar).
- Tot 2003 nam het aantal baby's die Rens werden genoemd toe, maar sindsdien neemt dit aantal af (van resp. 303 naar 133 geboortes).